# Erythrus laticornis
Erythrus laticornis là một loài bọ cánh cứng trong họ Cerambycidae.